# Ctenodactylus vali
Ctenodactylus vali là một loài động vật có vú trong họ Ctenodactylidae, bộ Gặm nhấm. Loài này được Thomas mô tả năm 1902.

## Hình ảnh

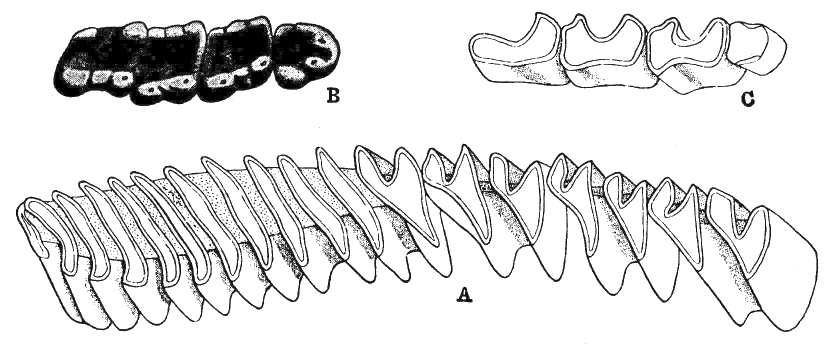